# La Blouse verte (Matisse)
Pour les articles homonymes, voir La Blouse verte.
La Blouse verte est un tableau du peintre français Henri Matisse réalisé le 21 mars 1936. Cette huile sur toile est le portrait d'une femme vêtue d'un chapeau beige et d'un haut vert qui se retourne sur une chaise sur laquelle elle s'appuie pour regarder le spectateur. Derrière elle, une balustrade donnant sur un bateau apparaissant entre deux arbres laisse penser que le fond de la composition est occupé par Papeete-Tahiti ou Fenêtre à Tahiti II, autres peintures de l'artiste dont ce sont pour le coup des motifs centraux. L'œuvre est conservée au Statens Museum for Kunst, à Copenhague, au Danemark, depuis 1938.

## Expositions
- Matisse. Cahiers d'art – Le tournant des années 1930, musée de l'Orangerie, Paris, 2023 — n°120.